# 铁厂站
铁厂站是梅集铁路的一个中间站，位于吉林省通化市二道江区铁厂镇，邮政编码为134006。该站建于1938年，翌年10月1日交付使用，现为沈阳铁路局通化车务段管辖的四等站。车站距梅河口站157公里，距集安站88公里，办理旅客乘降、行包托运及整车、零担货物发到。
2015年5月20日前，由于集安至通化的4348次列车恰于13时14分从铁厂站开出，部分鐵道迷购买5月20日13时14分由铁厂至鸭园的4348次列车车票收藏，取“我爱你一生一世”的谐音。